# Spyro the Dragon
Cet article concerne la série. Pour le premier jeu vidéo de la série, voir Spyro the Dragon (jeu vidéo). Pour le personnage, voir Spyro.
Spyro the Dragon est une série de jeux vidéo de plates-formes dont le héros est Spyro, un jeune dragon violet. Depuis son premier épisode en 1998 sur PlayStation, Spyro the Dragon, le jeu a connu de nombreuses suites et jeux dérivés.
Créée par le studio américain Insomniac Games, la série est tour à tour éditée par Sony Computer Entertainment, Universal Interactive et enfin, Activision qui lance en 2011 la série dérivée Skylanders qui devient un grand succès commercial.
La série est aujourd'hui aux mains de Toy's for Bob studio à l'origine de la Reignited Trilogy sortie en 2018. Il s'agit d'un remake de la trilogie originale. Aucun autre jeu Spyro n'a été annoncé depuis.

## Jeux vidéo

### Trilogie originale (1998-2000)
Spyro the Dragon est à l'origine une trilogie de jeux développée par Insomniac Games et éditée par Sony Computer Entertainment. Elle se compose de Spyro the Dragon (1998), Spyro 2: Gateway to Glimmer (1999) et Spyro: Year of the Dragon (2000), tous trois sortis sur la première PlayStation.

### Jeux multiplateformes et portables (2001-2005)
Reprise par Universal Interactive Studios, la série Spyro se déploie en de nombreux jeux sur plusieurs consoles :
- Sur consoles de salon sortent Spyro: Enter the Dragonfly (2002) et Spyro: A Hero's Tail (2004). Ils marquent la fin de l'âge d'or de la licence de par leur échec critique et commercial.
- Sur Game Boy Advance sortent Spyro: Season of Ice (2001), Spyro 2: Season of Flame (2002), Spyro Adventure (2003) et Spyro : Fusion (2004), un crossover avec l'univers de Crash Bandicoot.
- Sur Nintendo DS sort Spyro: Shadow Legacy (2005).

### Une nouvelle trilogie:The Legend of Spyro(2006-2008)
Par la suite Vivendi Universal lance la production d'une nouvelle trilogie. The Legend of Spyro: A New Beginning (2006) et The Legend of Spyro: The Eternal Night (2007) sont développés par Krome Studios en Australie. Ces deux jeux sont un échec critique et commercial.
Michael Graham, l'un des producteurs de Sierra Entertainment de la trilogie The Legend of Spyro, a déclaré qu'ils n'avaient jamais prévu de faire une trilogie.
Le dernier opus, La Légende de Spyro : Naissance d'un dragon (2008) est développé par Étranges Libellules en France et marque la fin de la saga Spyro à proprement parler. Le jeu connait un assez bon succès.
Chacun de ces jeux est multiplateformes et couvrent la plupart des consoles disponibles à l'époque de leur sortie.  

### Skylanders(2011-2016)
En 2011, Activision lance le jeu Skylanders: Spyro's Adventure basé sur le principe des toys-to-life. Le jeu est un énorme succès commercial et est le jeu vidéo le plus vendu de 2012.
Skylanders devient une série avec un univers à part entière dans laquelle Spyro n'est plus le héros mais reste un personnage jouable.
Le dernier opus est sortie en 2016, aucun jeu Skylanders n'a été annoncé depuis.

### Spyro Reignited Trilogy (2018)
La trilogie originale fait l'objet d'un remake en 2018 sous le titre Spyro Reignited Trilogy. C'est un très grand succès critique et commercial qui marque le retour de Spyro sur les plateformes vidéoludiques.

### Autres apparitions
Le petit dragon fait l'objet de deux adaptations sur téléphones mobiles : Spyro (2003) et Spyro: Ripto Quest (2004).
Spyro est un personnage jouable dans le jeu de course Crash Nitro Kart sur Game Boy Advance (2003). Il revient dans Crash Team Racing Nitro-Fueled (2019), accompagné de Chasseur et Gnasty Gnorc. Il fait également partie du casting du jeu multijoueur Crash Team Rumble (2023) lors de la saison 3. Spyro fait aussi un caméo dans  Crash TwinSanity (2004) et Crash Bandicoot 4: It's About Time (2020).

### Jeux annulés
Un jeu intitulé Spyro Ever After aurait dû inaugurer une gamme de jeux éducatifs Spyro mais a été annulé.
Un spin-off consacré au personnage d'Agent 9 a été en développement chez Blue Tongue Entertainment et Backbone Entertainment avant d'être annulé.
Ce projet fut repris par Digital Eclipse pour devenir un jeu Spyro à part entière. Il aurait dû se dérouler dans un vaste environnement désertique mais fut lui aussi annulé.

## Personnages

### Principaux protagonistes

#### Spyro le Dragon
Spyro est le héros et personnage principal de la série. C'est lui que le joueur contrôle la plus grande partie du temps.

#### Sparx
Sparx est une petite libellule qui accompagne Spyro dans toutes ses aventures. Il s'agit de son allié le plus fidèle et qui est présent dans tous les jeux.
Dans la Légende de Spyro, les deux ayant grandi ensemble, ils se considèrent comme frères. Dans la première trilogie, Sparx sert de barre de santé au dragon. Dans le premier jeu de la série, il est appelé Étincelle en français qui veut dire "Sparx" en anglais.
Il est possible d'incarner Sparx dans des niveaux de Spyro: Year of the Dragon.

#### Chasseur
Chasseur est un guépard d'Avalar. Il constitue l'un des alliés les plus fidèles de Spyro que l'on retrouvera dans la plupart des opus.
Il apparaît d'abord dans Spyro 2: Gateway to Glimmer dans lequel il deviendra rapidement ami avec Spyro, et aidera ce dernier à vaincre Ripto. Dans Spyro: Year of the Dragon, il aidera Spyro à récupérer les œufs de bébés dragons, et finira par tomber amoureux de Bianca, avec qui il va se mettre en couple à la fin du jeu. Il réapparait dans Spyro: Enter the Dragonfly mais son rôle dans l'aventure reste assez secondaire. Enfin, on le retrouve dans La Légende de Spyro : Naissance d'un dragon où il est cette-fois ci beaucoup plus âgé et a une apparence plus mystique, on ignore ce qu'il devient à la fin du jeu.
Chasseur, dans la trilogie originale, est maladroit et ahuri, mais il est très sportif, pratiquant notamment le skate, le deltaplane et le tir à l'arc. C'est également un personnage jouable dans Crash Team Racing: Nitro-Fueled.

#### Cynder
Cynder est une dragonne noire apparaissant dans la série des The Legend of Spyro. Elle était d'abord ennemie de Spyro, mais après s'être fait battre par ce dernier, ils deviennent amis. Elle apparait dans Skylanders et Skylanders Academy aux côtés de Spyro.

#### Ignitus
Ignitus est un dragon de feu apparaissant dans la trilogie La Légende de Spyro. Il s'agit du mentor de Spyro qui lui apprendra le souffle du feu.

#### Le Professeur
Le Professeur est une petite taupe apparaissant pour la première fois dans Spyro 2: Gateway to Glimmer. C'est aussi un grand scientifique, très intelligent et très méticuleux dans ses recherches. Dans ce jeu, il a, sans le vouloir, amené Ripto et son armée dans le monde d'Avalar. Il amène alors Spyro pour sauver Avalar. Il réapparaîtra dans Spyro: Year of the Dragon, Spyro: Enter the Dragonfly, et même dans Spyro : Fusion où il se fera kidnapper par Nina Cortex.

#### Gros-Sous
Gros-Sous est un ours habillé d'un costume et portant un monocle. Il est apparu pour la première fois dans Spyro 2: Gateway to Glimmer. Quand le joueur rencontre Gros-Sous, ce dernier demande en général une grosse somme afin que Spyro puisse continuer sa route. Gros-Sous peut aussi offrir des capacités spéciales à Spyro (comme la plongée sous-marine) ou même libérer d'autres personnages dans Spyro: Year of the Dragon. Dans la Reignited Trilogy, il a été renommé Richard.

### Autres protagonistes

#### Elora
Elora est un faune femelle. Elle a un caractère bien trempé et sait parfois remettre Chasseur à sa place. Elle aide Spyro dans Spyro 2: Gateway to Glimmer, en lui racontant comment Ripto est arrivé à Avalar, ou encore en lui donnant des conseils sur les différents niveaux du jeu. Elle fait un caméo à la fin du jeu Spyro: Year of the Dragon, où elle assiste au feu d'artifice aux côtés du dragon violet. Elle apparaît aussi comme personnage jouable dans Crash Team Rumble.

#### Zoé
Zoé est une fée et amie du groupe des héros. Elle sert notamment de point de contrôle à Spyro. Dans Spyro 2: Gateway to Glimmer, après que Ripto soit arrivé à Avalar, Elora demande à Zoé et ses amies fées de disperser les orbes à travers les différents niveaux du jeu. Dans Spyro: Year of the Dragon, elle aidera les héros à ramasser les œufs de dragon.

#### Bianca
Bianca est une lapine et une apprentie sorcière au service de La Sorcière dans Spyro: Year of the Dragon. Au début hostile avec Spyro et ses amis, elle finira par rejoindre le groupe de héros après avoir découvert les véritables intentions de La Sorcière, et finira même par se mettre en couple avec Chasseur. Bianca réapparaîtra dans Spyro: Season of Ice, Spyro 2: Season of Flame et Spyro: Shadow Legacy.

#### Sheila
Sheila est un kangourou femelle apparaissant dans Spyro: Year of the Dragon. Elle a été capturée par La Sorcière puis confié à Gros-Sous. Spyro finira par la libérer de son emprise. Dans ce jeu, on< peut contrôler Sheila dans certains niveaux, ce qui permet de récupérer des œufs de bébé dragons dans les endroits en hauteur. Sheila aidera aussi Spyro à combattre Buzz.

#### Sergent James Byrd
Le sergent James Byrd est un pingouin et le chef d'un groupe d'oiseaux qui récupère les œufs de dragons dans les airs. Il a également été capturé par La Sorcière et confié à Gros-Sous dans Spyro: Year of the Dragon. Une fois libre, James Byrd devient jouable dans quelques niveaux, et il aidera même Spyro à vaincre Spike. Il réapparaît dans Spyro: A Hero's Tail, où il est à nouveau jouable.

#### Bentley
Bentley est un grand et costaud yéti blanc, et personnage jouable dans Spyro: Year of the Dragon. Il est toujours accompagné de sa massue, qu'il se sert pour frapper ses ennemis, ou encore casser des obstacles sur son chemin. Il a lui aussi été capturé et, après que Spyro l'a libéré, il lui sera énormément reconnaissant. Bentley apparaît également dans Spyro: A Hero's Tail.

#### Agent 9
L'agent 9 est le dernier personnage à avoir été vendu par Gros-Sous dans Spyro: Year of the Dragon. C'est un singe humanoïde qui est également un tireur d'élite, car il est toujours armé de son pistolet laser et ne rate jamais ses cibles. On peut lui aussi le jouer dans certains niveaux du jeu. Il aidera même Spyro à vaincre La Sorcière lors du combat final.

#### Blinky
Blinky apparaît dans Spyro: A Hero's Tail, et est le neveu du Professeur. Il est toujours présent lorsque Spyro cherche quelque chose sous terre.

#### Les Dragons
Il s'agit du peuple des Dragons, habitant dans le Monde des Dragons. Spyro leur viendra souvent en aide, comme dans le premier jeu, vu qu'ils se sont fait transformer en cristal par Gnasty Gnorc, ou encore dans Spyro: Year of the Dragon, à récupérer les œufs des bébés dragons.
Dans La Légende de Spyro, la plupart des dragons ont disparu, seuls 4 dragons sont présents (Ignitus, Volteer, Terrador et Cyril). On les appellent Les Gardiens.

### Les principaux antagonistes

#### Gnasty Gnorc
Gnasty Gnorc est le premier ennemi de Spyro. Il s'agit d'un gros orc vert en armure dorée, il est le maître des gnorc, ses fidèles sbires orcs.
Dans Spyro the Dragon, à la suite des moqueries des dragons à son égard, Il décide de transformer tous les dragons en cristal. Il sera vaincu par Spyro à la fin du jeu, mais il réapparaîtra tout de même dans Spyro: A Hero's Tail comme tout premier boss. Il est personnage jouable dans Crash Team Racing: Nitro-Fueled.

#### Ripto
Ripto est l'antagoniste principal de Spyro 2: Gateway to Glimmer .
Par des mauvaises circonstances, Ripto et son armée arrivent dans le monde d'Avalar, où il tentera d'en devenir le roi. Malheureusement pour lui, Spyro finira par la vaincre et le bannir d'Avalar. Il reviendra tout de même dans Spyro: Enter the Dragonfly pour capturer toutes les libellules du Royaume des Dragons. Ripto apparaît aussi dans Spyro: Fusion et Crash Bandicoot: Fusion où il s'allie avec le Docteur Neo Cortex. Il est aussi un personnage jouable dans Crash Team Rumble.
A la manière de Cortex pour la saga Crash Bandicoot, Ripto est considéré par beaucoup de fans comme l'ennemi juré de Spyro.

#### La Sorcière
La Sorcière est l'antagoniste principale de Spyro: Year of the Dragon. Elle cherche à s'emparer des œufs de dragon afin de les manger et devenir immortelle. Elle prend sous son aile Bianca, une lapine qui veut devenir apprentie sorcière, mais cette dernière finit par se ranger aux côtés de Spyro, lorsqu'elle découvre que sa maîtresse cherche également à éliminer tous les dragons. Elle sera vaincue par Spyro, aidé par Agent 9.

#### Malefor
Malefor ou le Maitre Noir est l'ennemi principal de la série The Legend of Spyro. Il s'agit d'un Dragon violet assoiffé de pouvoir et de destruction, il constitue l'antithèse de Spyro.
La prophétie annonçait il y a longtemps, qu'un dragon violet pourrait venir rétablir l'équilibre et la paix dans le monde, en maîtrisant les 4 éléments : feu, glace, terre et électricité. Malheureusement, Malefor avait une vision bien à lui de cet équilibre, et se servit de l'élément des ténèbres pour atteindre son but.
Des théories avancent qu'il s'avère en réalité nulle autre que le Spyro de la trilogie originale, mais rien n'est avéré.
Dans le dernier opus, Spyro et Cynder parviennent à vaincre Malefor, qui se fera enfermer dans un cristal laissant derrière lui un monde en proie au chaos. Il parviendra néanmoins à revenir, mais cette fois-ci dans le monde des Skylands dans la série Skylands Academy. Il sera finalement une nouvelle fois arrêté par Spyro.
En français, il est doublé par Martial leminoux dans la Légende de Spyro et par Michel Vigné dans la série Netflix.

### DansSpyro The Dragon

#### Toasty
Toasty est un épouvantail et est le premier boss de Spyro the Dragon. Une fois que Spyro l'ait brûlé, il s'est avéré que l'épouvantail était en fait une chèvre déguisée.

#### Docteur Shemp
Second boss de Spyro the Dragon, Docteur Shemp ressemble à une espèce d'orc, avec un plastron en métal, et un bâton de chaman comme arme.

#### Fanfaron
Fanfaron est un boss de Spyro the Dragon. Son apparence est atypique, car il n'a pas de corps (son "corps" est en fait une espèce de tornade), mais juste une tête, avec un chapeau de sorcier, et une longue barbe rousse. Il possède tout de même deux bras.

#### Metalhead
Metalhead est une immense armure robotique grise. C'est le quatrième boss du jeu.

#### Jacques
Jacques est l'avant dernier boss de Spyro the Dragon. Il ressemble à un mélange entre une fée et un lutin.

### DansGateway to Glimmer

#### Crush
Crush est un des gardes du corps de Ripto. Il ressemble à une espèce de dinosaure bleu avec des ailes. Il apparaît pour la première fois dans Spyro 2: Gateway to Glimmer. Bien que pas très futé, il semble quand même plus intelligent que son compère Gulp.  Spyro finira par vaincre Crush dans le Monde de La Forêt d'Eté. Crush réapparaît dans divers jeux, tels que Spyro: Enter the Dragonfly, Spyro: Season of Flame et Spyro : Fusion, toujours en tant que boss.

#### Gulp
Gulp est un des gardes du corps de Ripto. Physiquement, c'est un grand dinosaure à quatre pattes et de couleur verte. Il est équipé de deux canons électriques. Gulp apparaît pour la première fois dans Spyro 2: Gateway to Glimmer. Il n'est pas très intelligent et ne pense qu'à manger. D'ailleurs, il mangera malencontreusement le sceptre de Ripto en tentant d’avaler Zoé. Après un féroce combat, Spyro triomphera de lui dans Les Plaines Automnales. Gulp est également un boss dans Spyro: Enter the Dragonfly, et Spyro: Fusion.

### DansYear of the Dragon

#### Buzz
Buzz est un immense crapaud vert. C'est le premier boss de Spyro: Year of the Dragon. La Sorcière a donné un grimoire à Bianca afin qu'elle invoque un monstre pour se débarrasser de Spyro. Bianca transforme alors un lapin en crapaud géant. Spyro, accompagné de Sheila, se battront contre Buzz dans un volcan.

#### Spike
Spike est un mélange entre un faune et un rhynoc. Il s'agit du second boss de Spyro: Year of the Dragon. Afin de montrer à Bianca comment bien se servir de la magie, La Sorcière à créer Spike à partir de l'un de ses gardes. Mais Spyro, aidé par le Sergent James Byrd, finira par le vaincre.

#### Scorch
Scorch est un garde de La Sorcière, transformé par celle ci en  un gigantesque vampire. C'est l'avant dernier boss de Spyro: Year of the Dragon. Scorch est un ennemi redoutable. En effet, il peut cracher des boules de feu, lancer des œufs contenant d'autres ennemis, et il peut même invoquer des clones de Spike. Heureusement, Spyro pourra compter sur l'aide de Bentley pour en venir à bout.

### DansA Hero's Tail

#### Red
Red est un ancien dragon. Sa soif de pouvoir a poussé les autres dragons à l'exiler du Monde des Dragons. Il s'agit de l'antagoniste principal de Spyro: A Hero's Tail. Spyro devra l'affronter deux fois durant le jeu.

#### Ineptune
Ineptune est une sirène qui aidera Red à vaincre Spyro dans Spyro: A Hero's Tail. Il s'agit du second boss du jeu.

### Lieux
Les jeux se déroulent principalement dans les Royaumes du Dragon. Avalar est un monde séparé menacé par Ripto dans Spyro 2: Gateway to Glimmer. Les Royaumes oubliés sont l'ancien pays des dragons dirigés par la Sorcière dans Spyro: Year of the Dragon. Les Royaumes des fées sont une série de royaumes séparés visités dans Spyro: Season of Ice.
La série Skylanders prend place, quant à elle, dans le monde des Skylands.

## Dans d'autres médias
La série Skylanders fait l'objet d'adaptations en série animée et en romans.

## Ventes
En 2007, les jeux de la série s'étaient vendus à plus de 20 millions d'exemplaires.

## Film d'animation annulé
Le 25 octobre 2007, il est annoncé que les droits cinématographiques de Spyro the Dragon sont achetés par The Animation Picture Company. Daniel et Steven Altiere écrivent le scénario, qui se base sur la récente trilogie The Legend of Spyro. Le film devait s'intituler The Legend of Spyro 3D et devait être réalisé à Los Angeles, en Californie, avec une animation par le studio sud-coréen Wonderworld Studios. Il devait être produit par John Davis, Dan Chuba, Mark Dippé, Brian Manis et Ash Shah, et distribué par Universal Pictures. De plus, Elijah Wood devait prêter sa voix pour Spyro tandis que Gary Oldman devait interpréter Ignitus. Mark Dippé allait réaliser le film, ce qui en aurait fait son premier film d’animation depuis Spawn (1997). Le film devait initialement sortir en salle à Noël 2009 pour les États-Unis et le Canada, mais il sera reporté au 10 avril 2010 pour sa sortie en Amérique du Nord. Finalement, Daniel Altiere confirme lui-même que The Legend of Spyro 3D est officiellement annulé en raison des décisions prises par Activision d'aller vers une direction différente, et qui se traduit sous la forme de Skylanders.